# スウェーデンにおける2019年コロナウイルス感染症の流行状況
スウェーデンにおける2019年コロナウイルス感染症の流行状況（スウェーデンにおける2019ねんコロナウイルスかんせんしょうのりゅうこうじょうきょう）では、スウェーデンにおける新型コロナウイルス感染症（COVID-19）の流行状況・対策について述べる。

## スウェーデン方式
スウェーデンは国民に責任ある行動を呼び掛け、「スウェーデン方式」と呼ばれる飲食店を閉鎖せず、「ソーシャルディスタンス」に関する指針に従うよう求めるだけの異例の対策を取り、その独自路線が一定の功を奏し、世界中から強い関心が集まった。欧州各国が厳しい措置を取る中、2020年3月時点では比較的緩い措置をとり、街を封鎖しない最後の国と言われている。レストランやカフェは営業を続け、学校も授業を続けており、外出の制限もない。政府の基本的な方針は、感染拡大のペースを遅らせて医療現場の対応能力を高めることであり、集団免疫の獲得ではないとしている。4月時点で死者数は北欧諸国の中では多い（人口10万人あたりの死者数は22人を超え、北欧諸国の中で突出している）が、イタリアやスペイン、英国などと比べるとかなり少ない状態を保っている。政府の感染対策リーダー（Statsepidemiolog）のアンデシュ・テグネル（Anders Tegnell）は4月28日、首都では数週間以内に集団免疫を獲得できるだろうとの見通しを示した。
しかしその後、同年12月には人口約1000万人の同国で感染（陽性）者約35万人・死者約7,800人にまで増加し、北欧諸国の中では突出して多いことから、カール16世グスタフは12月17日、国民向けのテレビ演説において「スウェーデン方式は失敗」という個人的な意見を表明した。政府も感染者・死者数の増加を受けて12月18日に方針転換し、混雑時のマスク着用の推奨、レストランでの同席人数の制限強化、夜間の酒類販売の制限など、新たな対応策を発表した。